# Remer (Minnesota)
Remer es una ciudad ubicada en el condado de Cass en el estado estadounidense de Minnesota. En el Censo de 2010 tenía una población de 370 habitantes y una densidad poblacional de 103,82 personas por km².

## Geografía
Remer se encuentra ubicada en las coordenadas 47°3′25″N 93°54′45″O / 47.05694, -93.91250. Según la Oficina del Censo de los Estados Unidos, Remer tiene una superficie total de 3.56 km², de la cual 3.56 km² corresponden a tierra firme y (0%) 0 km² es agua.

## Demografía
Según el censo de 2010, había 370 personas residiendo en Remer. La densidad de población era de 103,82 hab./km². De los 370 habitantes, Remer estaba compuesto por el 96.76% blancos, el 0% eran afroamericanos, el 1.89% eran amerindios, el 0% eran asiáticos, el 0% eran isleños del Pacífico, el 0% eran de otras razas y el 1.35% pertenecían a dos o más razas. Del total de la población el 1.62% eran hispanos o latinos de cualquier raza.